# Paul Jones (chanteur)
Pour les articles homonymes, voir Paul Jones et Jones.
Paul Pond, plus connu sous le nom de Paul Jones, né à Portsmouth en 1942, est un chanteur britannique de rock et de blues.
Il est surtout connu pour avoir fait partie du groupe Manfred Mann durant les années 1960. Par la suite, il poursuit une carrière solo et se consacre au métier d'acteur. Paul Jones apparaît au cinéma, notamment dans le film Privilège de Peter Watkins, et à la télévision dans la série pour enfants Uncle Jack. Il anime également des émissions de radio.
Il reçoit un « Gold Badge Award », décerné par l'Académie britannique des auteurs-compositeurs (BASCA), en 1996.

## Biographie

### Carrière musicale
Paul Pond commence à s'intéresser au jazz, puis au blues, durant son enfance. Au début des années 1960, il chante dans différentes formations, dont Thunder Odin and The Big Secret. Il se produit également au sein du groupe Blues Incorporated, formé par Alexis Korner, une figure du British Blues Boom, qui accueille de nombreux jeunes musiciens britanniques amateurs de blues. Pond côtoie notamment le guitariste Brian Jones, qui souhaite s'installer à Londres et former son propre groupe. En 1962, il invite Pond à le rejoindre en tant que chanteur. Alors étudiant à l'Université d'Oxford, celui-ci doute qu'il puisse gagner sa vie de cette façon et décline son offre, peu après Brian Jones fonde les Rolling Stones.
Paul Pond adopte le nom de scène Paul Jones. Il rejoint le groupe Mann-Hugg Blues Brothers, formé par le claviériste Manfred Mann et le batteur Mike Hugg. Ils adoptent le nom Manfred Mann and The Manfreds, mais le groupe est renommé Manfred Mann à la suggestion du label His Master’s Voice, qui les signe en 1963. Leur titre 5-4-3-2-1 est choisi par la chaîne ITV et devient le thème de Ready Steady Go!, l'une des premières émissions musicales britanniques consacrées au rock. Ils connaissent le succès grâce à leur reprise de Do Wah Diddy Diddy, qui se classe 1re du UK Singles Chart et du Billboard Hot 100 en 1964.
En 1965, Jones informe le groupe qu'il désire poursuivre sa carrière en solo. Il conserve néanmoins sa place jusqu'à ce qu'ils lui trouvent un remplaçant. Le chanteur est signé par EMI. Dans la seconde moitié des années 1960 il place deux singles dans le Top 10, High Time et I've Been a Bad Bad Boy, puis délaisse sa carrière musicale.
Paul Jones retourne à la musique en 1979 en fondant The Blues Band (en) avec le guitariste Dave Kelly (en). La formation originale comprend également le batteur Hughie Flint, le bassiste Gary Fletcher et Tom McGuinness (en), ancien guitariste de Manfred Mann. Ils sont signés par Arista Records et réalisent plusieurs albums durant les années 1980 et 1990. Ils célèbrent leurs 30 ans de carrière en 2009. Jones fait également partie de The Manfreds, un groupe formé d'anciens membres de Manfred Mann.
Starting All Over Again, le premier album solo de Paul Jones depuis une trentaine d'années, sort en 2009. Le disque comporte un duo avec le chanteur soul Percy Sledge et deux morceaux sur lesquels apparaît le guitariste Eric Clapton.

### Carrière d'acteur
Paul Jones apparaît au cinéma dès 1967. Il tient le rôle principal dans le film Privilège, du réalisateur Peter Watkins, et dans le film indépendant The Committee réalisé par Peter Sykes. Il figure également dans plusieurs émissions de télévision. Durant les années 1990, il joue notamment dans la série pour enfants Uncle Jack.

### Carrière radiophonique
Le chanteur anime des émissions de radio depuis les années 1980. Il travaille pour BBC World Service durant cinq ans. Durant les années 2000, il anime une émission hebdomadaire consacrée au rhythm and blues sur BBC Radio 2,.

## Vie personnelle et engagements
Paul Jones épouse l'auteure Sheila MacLeod en 1963, le couple divorce par la suite,. Le chanteur fut athée durant la majeure partie de sa vie. Il se dit chrétien depuis 1984, lorsque, après avoir discuté de religion avec Cliff Richard, celui-ci l'invite à écouter un évangéliste. Par la suite, Jones et sa compagne, l'actrice britannique Fiona Hendley, décident de se marier. Le couple donne régulièrement des conférences sur la foi,.

## Récompenses
La British Academy of Songwriters, Composers and Authors (en) (BASCA) lui décerne un « Gold Badge Award » en 1996,.

## Discographie

### Albums (solo)
- My Way (1966)
- Sings Privilege & Others (1967)
- Love Me, Love My Friends (1968)
- Come into My Music Box (1969)
- Crucifix in a Horseshoe (1972)
- Starting All Over Again (2009)

### Participations
Avec Carla Bley et Paul Haynes
- 1971 : Escalator over the Hill